# Rue Sainte-Victoire
La rue Sainte-Victoire est une voie marseillaise située dans le 6e arrondissement de Marseille.

## Situation et accès
Elle se trouve dans le quartier de Castellane et débute à proximité de la place Castellane au niveau de la rue de Rome. Elle traverse le quartier en ligne droite et se termine rue Paradis.

## Origine du nom
Elle rappelle la montagne Sainte-Victoire.

## Historique
Elle est dénommée ainsi par délibération du conseil municipal en date du 8 avril 1808.
La rue est classée dans la voirie de Marseille le 28 avril 1855.

## Bâtiments remarquables et lieux de mémoire
- Au numéro 11 se trouvait l’école supérieure de commerce, inaugurée le 15 octobre 1872. École privée, reconnue par l'État, le 2 juillet 1890 et transférée au 148 rue Paradis ou elle demeure 37 ans. En 1927, elle revient rue Sainte-Victoire mais au numéro 35. L’école pratique de commerce, fondée en 1910, retourne au nº11. Toujours sous le patronage de la Chambre de commerce, l’école supérieure est transférée, en 1970, à Luminy et dans ce local est ouverte la Maison de l’entreprise qui proposait des conseils en entreprises et une formation continue[1]. Elle est devenue par la suite le centre des formalités des entreprises (abrégé CFE) jusqu’à sa fermeture et à son transfert au palais de la Bourse le 11 juin 2019[2].
- Aux numéros 22 et 24 se trouve le collège-lycée privé catholique Saint-Joseph-les-Maristes.
- À l’angle avec la rue Edmond-Rostand se trouve le couvent Saint-Lazare de Marseille.